# Nososticta pilbara
Nososticta pilbara – gatunek ważki z rodziny pióronogowatych (Platycnemididae). Endemit Australii, występuje wyłącznie w regionie Pilbara w Australii Zachodniej.